# 飛瀬

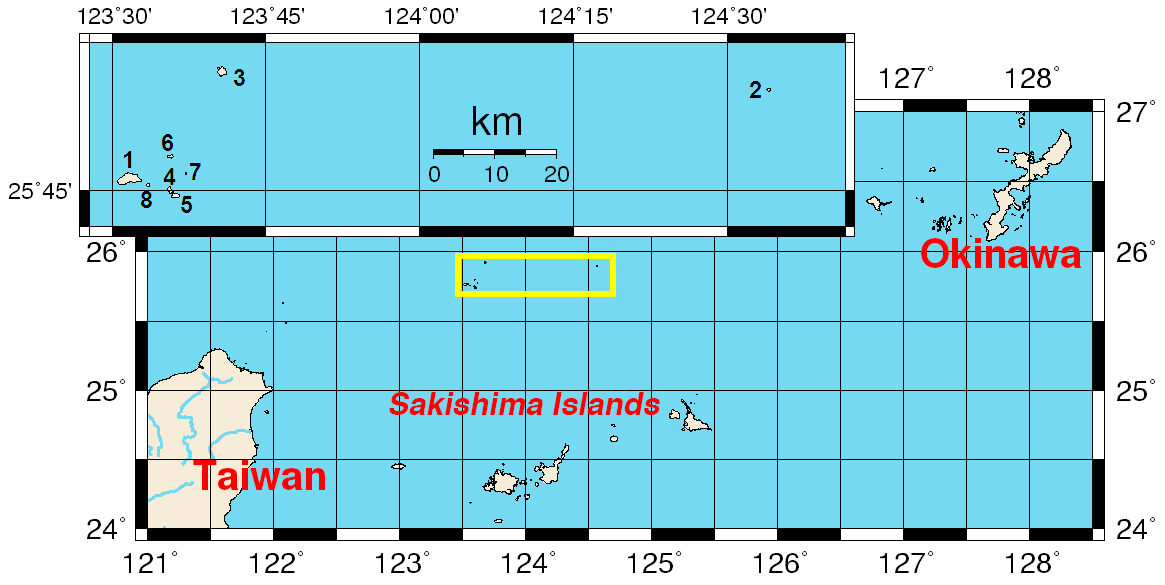
尖閣諸島の位置図（左上は拡大図）
1.魚釣島 2.大正島 3.久場島 4.北小島 5.南小島 6.沖の北岩 7.沖の南岩 8.飛瀬

飛瀬（とびせ）は、尖閣諸島の岩礁のひとつ。日本が実効支配し、中華人民共和国及び中華民国も領有権を主張している。日本の行政区分では沖縄県石垣市に属する。

## 概要
石垣島の北西約167キロメートル、尖閣諸島の主島である魚釣島から東方約1.5キロメートルにあり、魚釣島と北小島及び南小島との中間に位置する。面積は0.01平方キロメートル。最高点の標高は2メートル。
日本が実効支配している。中華人民共和国及び中華民国も領有権を主張している。中華民国では、飛瀨と呼ばれる。中華人民共和国では、飛嶼、飛礁岩などと呼ばれる。